# Manchester City FC
A Manchester City Football Club az angol legfelső osztályban (Premier League) játszó manchesteri labdarúgóklub. 1880-ban alapították West Gorton (St. Marks) néven, a klub neve 1887-ben Ardwick AFC lett, mai nevét 1894-ben kapta.
Tízszer nyerte meg az angol bajnokságot. Hétszer lett FA-kupa-győztes, nyolcszor Ligakupa-győztes, valamint hétszer Szuperkupa-győztes. Nemzetközi porondon pedig egyszer-egyszer sikerült a csúcsra érni az UEFA-bajnokok ligájában, valamint a Kupagyőztesek Európa-kupájában, csakúgy egyszer az UEFA-szuperkupában és a FIFA-klubvilágbajnokságon is.
Az egyetlen angol csapat, amelynek sikerült elérni a 100 pontot, a 2017-18-as bajnokságban. A következő szezonban pedig, szintén egyedüli klubként sikerült megszerezni mind a négy nemzeti trófeát: PL, FA-kupa, Ligakupa, Szuperkupa. A 2022-23-as szezonban sikerült a csapatnak a triplázás második angol klubként: Bajnokok, FA-kupa-győztesek és UEFA-bajnokok ligája-győztesek lettek. Ezek mellett az első angol klub lett, amely öt trófeát nyert egy naptári évben, az UEFA-szuperkupával és a FIFA-klubvilágbajnoksággal kiegészülve.
Egyik sikeres időszaka az 1960-as évek vége és az 1970-es évek eleje volt, amikor Joe Mercer menedzser csapata Malcolm Allison vezényletével számos trófeát gyűjtött be, és olyan játékosaik voltak, mint Colin Bell és Francis Lee. Az ezt követő évtizedekben inkább a másik manchesteri klub, a Manchester United csillogott, a Manchester Cityre pedig nehéz idők jártak – 1976-tól a 2000-es évekig semmilyen komoly eredményük nem volt. A mélyponton három éven belül kétszer is kiestek az 1990-es években és egy évet a bajnokság harmadik osztályában voltak kénytelenek tölteni. Azóta azonban visszakerültek a legjobb klubok osztályába. A Manchester Citynek (csakúgy mint a Manchester Unitednek) nagy hagyományos rajongótábora van: otthon több mint ötvenezer néző előtt szoktak játszani a Etihad Stadionban.
A 2010-es években kezdett el egyre jobb lenni a Manchester City, 2014-től 2023-ig hatszor lettek bajnokok. 2021 és 2023 között szerzett bajnoki címeikkel a City mindössze a második csapat lett a Manchester United után (kétszer: 2007–2009 és 1999–2001), akik sorozatban háromszor lettek angol bajnokok a Premier League-érában. A 2023–2024-es bajnoki címükkel ezt a sorozatot négy címre növelték, ami a legtöbb az angol labdarúgás történetében.

## Klubtörténet
A Manchester Cityt West Gorton (St Mark's) néven 1880-ban alapította Anna Connel és a St. Mark's templom két gondnoka, akik Manchester Gorton nevű kerületében, egy vasgyárban is együtt dolgoztak. 1887-ben a gárda új pályára, a Hyde Roadra költözött, mely a város Ardwick nevű részén volt, keletre a központtól. A csapat új neve Ardwick AFC lett. 1892-ben alapító tagjai lettek a Labdarúgó Liga másodosztályának. Az 1893–94-es idényben anyagi gondjaik támadtak, ami miatt újraalakultak Manchester City FC néven.
A City első sikerét 1899-ben érte el, amikor megnyerte a másodosztályt, így feljutott az élvonalba. 1904. április 23-án megnyerték első komolyabb trófeájukat, mikor a Bolton Wandererst 1–0-ra verték az FA-kupa döntőjében. A duplázáshoz sem sok kellett volna, hiszen a bajnokságban másodikok lettek. Nem sokkal a kupasiker után a csapat büntetést kapott, mivel az Angol Labdarúgó-szövetség által meghatározott összegnél nagyobb fizetést adtak néhány játékosuknak. 1906-ban 17 játékost tiltottak ki a Kékektől, köztük Billy Meredith-et is, aki a város másik csapatához, a Manchester Unitedhez igazolt. 1920-ban egy tűzvészben elpusztult a Hyde Road főlelátója, így a klub 1923-ban átköltözött a Maine Roadra.
Az 1930-as években a manchesteriek egymás után kétszer is bejutottak az FA-kupa fináléjába. 1933-ban vereséget szenvedtek az Evertontől, de egy évvel később legyőzték a Portsmouth-t. 1937-ben megnyerték első bajnoki címüket, de rögtön a következő szezonban kiestek, bár minden csapatnál több gólt szereztek. Az 1950-es években szintén két egymást követő FA-kupa-döntő következett, melyek közül az elsőt elvesztette, a másodikat megnyerte a City csakúgy, mint 20 évvel korábban. 1955-ben a Newcastle United volt az ellenfél, 1956-ban pedig a Birmingham City. Utóbbit 3–1-re verte a csapat úgy, hogy Bert Trautmann kapus törött nyakkal játszott.
1963-ra ismét a másodosztályban találta magát a gárda, 1965 januárjában a Swindon Town elleni meccsükre mindössze 8015 néző volt kíváncsi, ez máig élő negatív rekord. Nyáron Joe Mercerre és segédjére, Malcolm Allisonra bízták a csapat irányítását. Első szezonjában Mercer feljuttatta a Cityt az élvonalba és tehetséges játékosokat igazolt, például Mike Summerbee-t és Colin Bellt. Az 1967/68-as idényben aztán megnyerték második bajnoki címüket, azzal, hogy a szezon utolsó napján 4-3-ra verték a Newcastle Unitedet. 1969-ben ismét megnyerték az FA-kupát, így a következő idényben indulhattak a KEK-ben, melyet a Górnik Zabrze elleni bécsi döntőn meg is nyertek. A Ligakupát is hazavihették, amivel az övék lett a második csapat, mely egy szezonon belül nemzetközi és hazai trófeát is nyert.
A trófeákért való küzdelem az 1970-es években is folytatódott, kétszer másodikok lettek a bajnokságban, 1974-ben pedig bejutottak a Ligakupa-döntőbe, de ott kikaptak. Az egyik legemlékezetesebb pillanat az 1973–74-es idény végén jött el a City számára. Ekkor a nagy rivális Manchester Unitednek győznie kellett volna, hogy elkerülje egy kiesést, de éppen egy korábbi Vörös Ördög, Denis Law gólja ejtette ki őket. Utolsó nagy trófeájukat 1976-ban nyerték, amikor a Newcastle United elleni győzelemmel elhódították a Ligakupát.
Az 1960-as és 1970-es évek sikereihez képest a jövő visszaesést hozott a klub számára. 1979-ben Malcolm Allison lett a menedzser, aki nagy összeget költött új játékosokra, például Steve Daley-re, de egyikük sem vált be. A vezetőedzők folyamatosan váltakoztak, csak az 1980-as években hét különböző mester ült a kispadon. 1980-ban ugyan bejutottak az FA-kupa döntőjébe, de kikaptak a Tottenham Hotspur elleni megismételt találkozón. 1983-ban és 1987-ben is kiestek az élvonalból. 1989-es visszajutásuk után ötödikként végeztek a Division One-ban, ekkor Peter Reid volt a mesterük. Távozása után azonban ismét romlott a manchesteriek formája. 1992-ben alapító tagjai lettek a Premier League-nek, majd 1996-ban kiestek. Két szezonnal később elérték történetük legrosszabb pontját, ők lettek az első nemzetközi sikereket elért csapat, mely kiesett a harmadosztályba.
A kiesés után az új elnök, David Bernstein nagyobb pénzügyi fegyelmet követelt meg, mivel elég kaotikus állapotok uralkodtak a pénzügyeket illetően. A City első próbálkozásra visszajutott a másodosztályba, a rájátszás döntőjében a Gillinghamet verték. Ezt követően zsinórban másodszor is feljutottak, de a Premier League még túl erősnek bizonyult nekik és 2001-ben kiestek. Az új idény kezdete előtt Kevin Keegan vette át a gárda irányítását. A 2001–02-es idényben megnyerték a másodosztályt, közben klubrekordnak számító pontot szereztek és gólt lőttek.

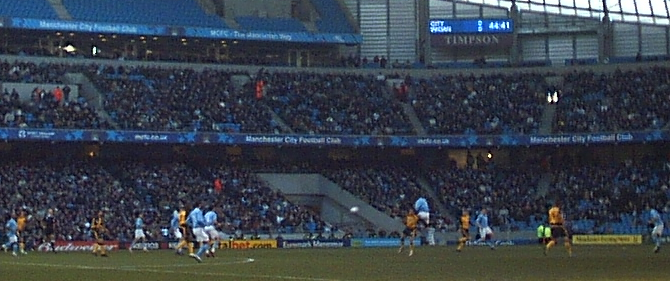
A Manchester City (kékben) támad a Wigan ellen az angol kupában, 2006 január.

A 2002/03-as szezon volt az utolsó, melyet a Kékek a Maine Roadon töltöttek. Közben 3-1-re verték a Manchester Unitedet, ez volt az első győzelmük a rivális csapat felett 13 éve. Majd az UEFA-Kupába is bekerültek a Fair Play-táblázaton elért jó eredményük miatt. A szezon után átköltöztek a City of Manchester Stadionba.
2005 márciusában Keegan elhagyta a csapatot, helyére Stuart Pearce érkezett, akivel az utolsó nyolc meccsen nem szenvedtek vereséget és majdnem kijutottak az európai porondra is. A 2005–06-os évadot remekül kezdték és novemberig az első hatban voltak, de aztán rendkívül rossz formába kerültek és mindössze a 15. helyet szerezték meg.
A 2006–07-es idényben a csapat legnagyobb gondja a gólszerzéssel volt, hazai pályán mindössze 10-szer találtak be, ami új negatív rekord. Ezt követően kirúgták Pearce-t és a szakmai stáb nagy részét.
2007 júliusában a korábbi angol szövetségi kapitány, Sven-Göran Eriksson lett a City menedzsere. Első három meccsüket – köztük egy Manchester United ellenit is – sorozatban megnyerték, úgy, hogy nem kaptak gólt, de mindkét jó sorozat megszakadt az Arsenal ellen. Sorozatban 10 hazai meccset nyertek meg, a sorozat az augusztus 15-i Derby County elleni sikerrel kezdődött és a Tottenham elleni december 18-i Ligakupa-vereséggel ért véget. Ezt követően ismét megverték a Unitedet, de az eredmények visszaestek. Két meccsel a szezon vége előtt az elnök elárulta, hogy szeretne megválni Erikssontól, ez nem tetszett a szurkolóknak, de 2008. június 2-án megtörtént. A Kékek végül kilencedikek lettek, de bejutottak az UEFA-kupába, amiben ismét a Fair Play-táblázat segített nekik.

### Manszúr sejk és a fellendülés
2008 nyarán a klubnak új tulajdonosa lett, amivel a Manchester City a világ leggazdagabb futballcsapatává vált. Ez lehetővé tette már a szezon előtt olyan játékosok igazolását, mint a korábban innen eligazoló Shaun Wright-Phillips, Vincent Kompany vagy Robinho. Az új edző Mark Hughes lett, akinek azonban nem lett túl sikeres a szezonja, mindössze tizedik lett a City, de az UEFA-kupában viszonylag sokáig meneteltek, a negyeddöntőben estek ki. De a téli és a következő szezon előtti igazolások (pl. Shay Given, Kolo Touré, Joleon Lescott, Nigel de Jong, Emmanuel Adebayor, Carlos Tévez, Adam Johnson) a 2009-2010-es szezon kezdésénél erősen éreztették a hatásukat: az első 4 meccset úgy nyerték meg, hogy gólt sem kaptak, majd megverték az Arsenalt (4-2). Ezt a sorozatot a városi rivális állította meg egy parádés meccsen (Michael Owen a 96. percben állította be a 4-3-as végeredményt), majd egy igen hosszú döntetlen-széria kezdődött, ami miatt Mark Hughest elküldték. Utódja az Interrel 3 bajnoki címet szerző Roberto Mancini lett. A City a szezonban végig esélyes volt a 4. helyre, a BL-selejtezőt érő helyet eldöntő meccset azonban a Tottenham ellen 1-0-ra elvesztette. A Manchester City Shay Given és a cserekapus Stuart Taylor sérülése miatt kölcsönvette az utolsó három meccsre Fülöp Mártont, aki e kis időben csapata egyik legjobbja volt.
2010 nyarán ismét érkeztek sztárok, mint az Aston Villától megszerzett James Milner, az ex-Barçás Yaya Touré vagy a Laziótól elcsábított Aleksandar Kolarov, a friss világbajnok David Silva, az olasz tini fenegyerek Mario Balotelli, de nagy erősítést jelentett a kölcsönből visszatérő Joe Hart kapus is, aki a Birmingham színeiben a liga egyik legjobb kapusává nőtte ki magát. A szezonban a City adós maradt az ellenállhatatlan támadójátékkal, és sokszor unalomba fulladtak a rangadók: hazai 0-0 a Manchester Uniteddel, idegenben az Arsenal és a Tottenham ellen 0-0... voltak egészen meglepő mérkőzéseik is, hiszen a City volt az első csapat, ami legyőzte a Chelsea-t (hazai pályán, 1-0-ra), de hazai pályán 3-0-s vereséget is szenvedtek az Arsenaltól. Januárban újabb erősítés jött: a Bundesliga legutóbbi két kiírásának gólkirályát, Edin Džekót igazolták le. Összességében a bajnoki címre való reális esélyük februárban úszott el, a helyi rangadón, idegenben a Manchester United ellen. Bár a City egy kevéssel jobb volt ellenfelénél, a kapura nem volt igazán veszélyes, gólt is csak Edin Džeko megpattanó lövéséből tudtak szerezni, ellenben a talán halványabb United két szép találattal (Nani góljával és Rooney ollójával) megnyerte a rangadót, majd később a bajnokságot is. Bár a City elég hamar kiesett az Európa Ligából (a Dinamo Kijev ellen) és a ligakupából is, ebben az évben már nem maradt trófea nélkül, és alkalma volt visszavágni a városi riválisnak is: az FA-kupában először gyengébb csapatok ellen csak újrajátszással tudtak nyerni, de az elődöntőben a Manchester Unitedet 1-0-ra legyőzték (a sors iróniája, hogy most viszont a United játszott jobban, de az aktuális BL-mérkőzése miatt gyorsan elfáradtak), ráadásul a győztes gólt szerző Yaya Touré az ellenfél egyik játékosától (Michael Carrick) kapta a "gólpasszt". A döntőben a meglepetéscsapat Stoke City már nem volt ellenfél, és 35 év után ismét trófeának örülhet a Manchester City. A szezon végén eltiltották doppingvétség miatt a védelem kulcsemberét, Kolo Tourét, akinek eltiltása áthúzódik a következő szezonra is.
2011 nyarán sem sajnálta a pénzt a Manchester City, de most már okosabban erősítettek. Így érkezett a klubhoz az exarsenalos duó, Gaël Clichy és Samir Nasri, a montenegrói védő, Stefan Savić és a másodosztályba sorolt Temesvártól a kapus Costel Pantilimon és Maradona veje, Sergio Agüero. Voltak távozók is, mint az előző szezonban kispadra szoruló Shay Given és Shaun Wright-Phillips vagy a létszám felettivé váló Emmanuel Adebayor és Roque Santa Cruz, utóbbi ketten kölcsönbe (érdekesség, hogy mindkét játékosért többet fizetett a City 20 milliónál). Ugyan a szezon felvezetőjeként számon tartott Community Shielden kétgólos előnyről kikaptak a fő rivális Manchester Unitedtől, az elmondható, hogy jól igazolt a csapat, hisz az első fordulókban az előző szezonban fellelhető problémák (mint a kreativitás hiánya) maradéktalanul megoldódtak. Erre jó példa a 3. fordulóban lejátszott Tottenham elleni idegenbeli mérkőzés, ahol úgy nyertek idegenben 5-1-re, hogy a Spurs egyetlen gólját is lesállás előzte meg! A klub ekkor jutott be először a BL-be, és rögtön kifogta a halálcsoportot: a spanyol 4. helyezett Villarrealt, a németeknél meglepetésre csak harmadik Bayern Münchent és az olasz bajnokság pozitív meglepetéscsapatát, a Nápolyt kapta Mancini csapata.
A klub egyre jobban kezdett teljesíteni, majd a nyolcadik fordulóban átvették a vezetést is, kihasználva, hogy az addigi listavezető Manchester United döntetlent játszott a Liverpool otthonában. A következő fordulóban a két manchesteri csapat találkozott a United otthonában. A hazaiak voltak az esélyesebbek, és ők is kezdtek jobban, de egy kontratámadás után a City vezetést szerzett Mario Balotelli okos góljával. Bár ezután a United több ziccert is kidolgozott, a félidő végéig nem változott az eredmény. A hazaiaknak viszont a második félidőben már nem volt reális esélyük a győzelemre, ugyanis a félidő legelején emberhátrányba kerültek, majd a félidő közepén a City még két gólt szerzett, kihasználva az emberhátrányban lévő ellenfél kinyílását. Bár a mérkőzés végéhez közeledve Darren Fletcher egy szépségdíjas góllal szépített, a Manchester United fizikailag teljesen összeomlott a végére, így a háromperces hosszabbításban minden akadály nélkül lőtt a City még három gólt. A végeredmény 6-1 a vendégeknek, a City egy óriási győzelmet aratott legnagyobb riválisa otthonában, és öt pontra növelték az előnyüket a tabellán.
A 2011–2012-es szezont úgy nyerte meg a City, hogy az utolsó fordulóban a QPR-t drámai mérkőzésen, 1–2-ről fordítva győzte le Edin Džeko 92. percben, majd Sergio Agüero 94. percben szerzett góljával.
A következő szezonok nem voltak ilyen sikeresek. A City nem tudta megvédeni bajnoki címét, a UEFA-bajnokok ligájában pedig egészen a 2015-16-os szezonig nem tudtak továbbjutni a csoportkörből, akkor egészen az elődöntőig meneteltek, ahol a Real Madrid ejtette ki őket. Időközben Mancini helyét Manuel Pellegrini vette át. Az ő irányításával egyből bajnok lett a csapat, és két ligakupát is nyertek. A 2015–2016-os szezonban bejutottak a Bajnokok-ligája elődöntőjébe. A nyáron Josep Guardiola vette át a csapat irányítását.
2021 áprilisában a City egyike volt azon 12 klubnak, amely megegyezett az Európai Szuperliga megalapításában. A projekt három nap után összeomlott, miután a City és az öt angol csapat (Arsenal, Chelsea, Liverpool, Manchester United, Tottenham Hotspur) elhagyta azt.

## Klubszínek és címerek
A Manchester City hazai színei az égszínkék és a fehér. A vendégmez színei általában a gesztenyebarna, a vörös és a fekete, az utóbbi években azonban több más színű második számú összeállításuk volt. A 2004–05-ös idényben például az idegenbeli mez fehér volt lila sorttal és fehér sportszárral. Ezután volt még teljesen tengerészkék és teljesen fekete mezük is. A 2005–06-os és 2006–07-es szezonban azonban a harmadik számú mezre váltottak, ami sárga volt fekete nadrággal és zoknival. Állítólag ezeket a színeket az 1950-es és 1960-as években is használta a csapat.
A 2007–08-as évadra a hazai és idegenbeli mezeken is vékony fehér csíkok jelentek meg. Az idegenbeli összeállításban minden ruhadarab lila lett. A harmadik számú mez fehér volt égszínkék nadrággal és ugyancsak fehér sportszárral.
A színek eredetét homály fedi, de bizonyíték van rá, hogy már 1892-ben is kék mezt viseltek. Egyesek szerint az égszínkék a szabadkőművességgel való kapcsolatra utal. Egy, a City történetét taglaló könyv szerint a még West Gorton (St Mark's) néven futó csapat skarlátvörös mezt viselt fekete rövidnadrággal. 1884-ben a manchesteriek fekete mezt viseltek fehér kereszttel, ami arra utal, hogy templomi munkások alapították a klubot. A vörös és fekete idegenbeli mezeket a korábbi menedzserasszisztens, Malcolm Allison vezette be az AC Milan mintájára.
A klub egykori címere 1997 óta volt használatban, megtervezésére azért volt szükség, mert a régi nem volt alkalmas a levédetésre. Az egykori logo a manchesteri városi címeren alapszik, egy szirti sas látható rajta, mely előtt egy pajzs van. A pajzs felső részén egy hajó látható, mely a város vízi útjaira utal, a lejjebb található három csík Manchester három folyóját jelképezi. Alul olvasható a latin mottó: "Superbia in Praelia", ami magyarul ennyit jelet: "Büszkeség és Küzdelem". A sas felett látható még három csillag.
A City korábban még két címert használt, az elsőt 1970-től kezdve, mely kör alakú volt, közepén ugyanaz a pajzs volt, mint a mostanin és köré volt írva a csapat neve. Ezt 1972-ben egy felújított változat váltotta. A pajzs alsó részébe Lancashire vörös rózsája került. A kupadöntőkön a csapat mezein általában a városi címer volt látható, ezzel jelezve, hogy büszkén képviselik Manchestert.
2016 nyarától új címert használ a klub, mely az 1972-es címer felújított változata. A pajzs alakja, valamint a színvilág is kicsit megváltozik, a vörös rózsa kék háttért kap, illetve felkerül a címerre a klub alapítási éve is.

## Stadion

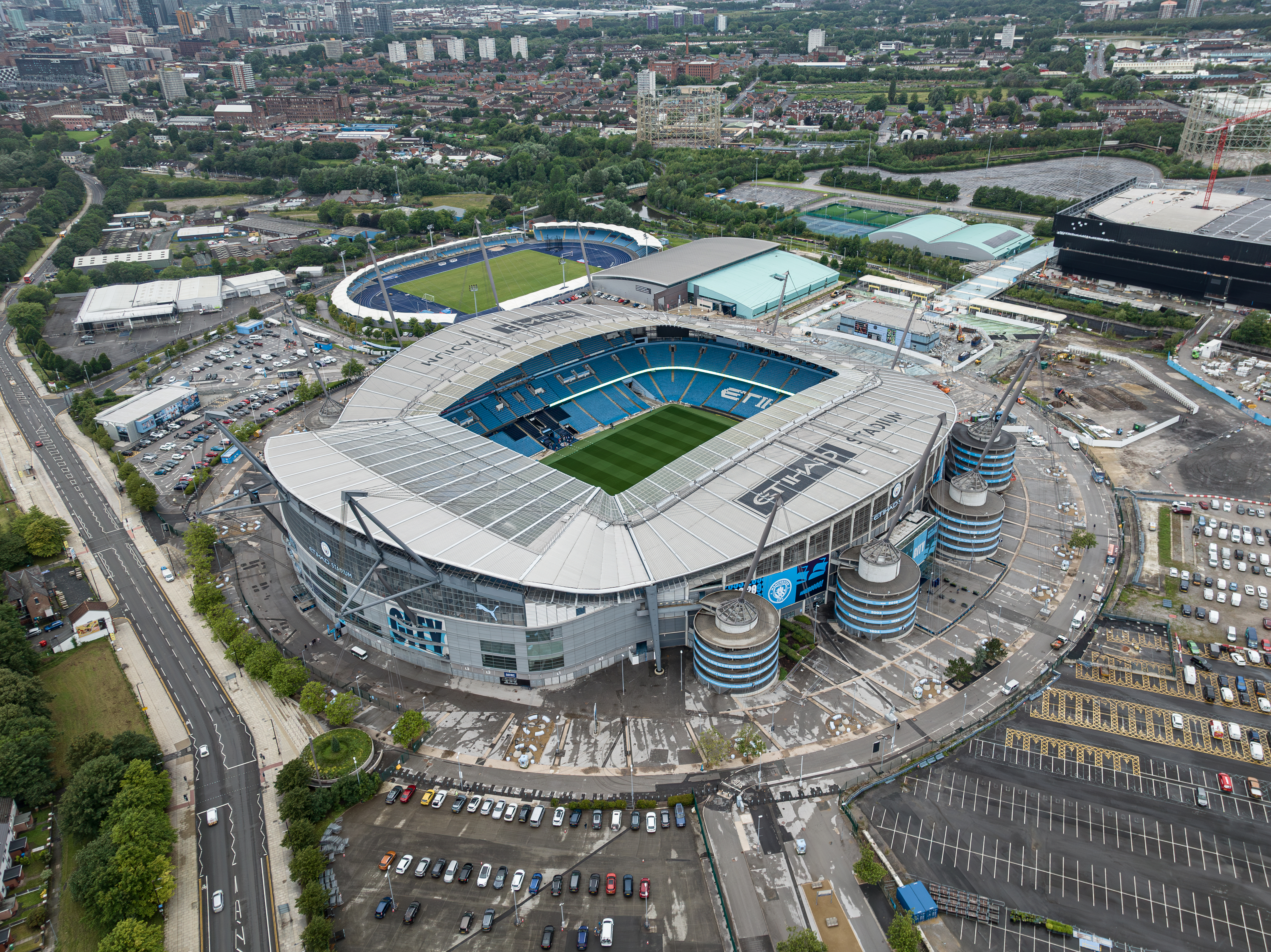
Az Etihad Stadion

A klub jelenlegi stadionja az Etihad Stadion, egy világszínvonalú 53 400 férőhelyes létesítmény, mely a 2002-es Nemzetközösségi játékok után épült. A City a 2002–03-as idény vége óta játszik itt, akkor költöztek ugyanis ki a Maine Roadról. A stadion névhasználati jogát 2011-ben adták el a főszponzornak, a dubaji Etihad légitársaságnak; ezt megelőzően a stadiont City of Manchester Stadiumnak nevezték.
A beköltözés előtt a csapat 35 millió fontot költött különböző munkálatokra, például a játéktér lesüllyesztésére. Ezen kívül még egy szint került a meglévők fölé és megépült a North Stand lelátó. A felújított építményt a City egy FC Barcelona elleni barátságos meccsel nyitotta meg, melyet 2-1-re megnyertek és az első gólt Nicolas Anelka szerezte.
A manchesteriek több pályát használtak történetük során. 1880 és 1887 között például öt különböző helyen játszottak, majd a Hyde Roadon telepedtek le hosszabb időre (36 évre). 1920-ban tűz ütött ki a stadionban és a főlelátó elpusztult, ezért a City a 84 000 néző befogadására alkalmas Maine Roadra költöztek, melyet tervezői az „Észak Wembley-je”-ként emlegettek. 1934. március 3-án 84 569 szurkoló váltott jegyet a Stoke City elleni FA-kupa-meccsre, ami angol rekord a klubcsapatokat illetően. A Maine Roadot többször is felújították, befogadóképessége az évek alatt egészen 32 000-re csökkent.

## Játékosok

### Jelenlegi keret
Utolsó módosítás: 2025. július 29.
A vastaggal jelzett játékosok felnőtt válogatottsággal rendelkeznek.
A dőlttel jelzett játékosok kölcsönben szerepelnek a klubnál.
| Mezszám                | Név                 | Nemzetiség        | Születési hely | Születési idő (kor)            | Korábbi csapat             | Érték (€)   | Szerződés lejárta |
| Kapusok                | Kapusok             | Kapusok           | Kapusok        | Kapusok                        | Kapusok                    | Kapusok     | Kapusok           |
| ---------------------- | ------------------- | ----------------- | -------------- | ------------------------------ | -------------------------- | ----------- | ----------------- |
| 1                      | James Trafford      | anglia            | Cockermouth    | 2002. október 10. (22 éves)    | Burnley FC                 | 22 000 000  | 2030.06.30.       |
| 13                     | Marcus Bettinelli   | angol · olasz     | London         | 1992. május 24. (33 éves)      | Chelsea FC                 | 600 000     | 2025.06.30.       |
| 18                     | Stefan Ortega       | német · spanyol   | Hofgeismar     | 1992. november 6. (32 éves)    | Arminia Bielefeld          | 8 000 000   | 2026.06.30.       |
| 31                     | Ederson             | brazil · portugál | Osasco         | 1993. augusztus 17. (31 éves)  | SL Benfica                 | 20 000 000  | 2026.06.30.       |
| Védők                  |                     |                   |                |                                |                            |             |                   |
| 3                      | Rúben Dias          | portugál          | Amadora        | 1997. május 14. (28 éves)      | SL Benfica                 | 65 000 000  | 2027.06.30.       |
| 5                      | John Stones         | angol             | Barnsley       | 1994. május 28. (31 éves)      | Everton FC                 | 25 000 000  | 2026.06.30.       |
| 6                      | Nathan Aké          | holland · CIV     | Hága           | 1995. február 18. (30 éves)    | AFC Bournemouth            | 25 000 000  | 2027.06.30.       |
| 21                     | Rájan Ájt-Núri      | ALG · francia     | Montreuil      | 2001. június 6. (24 éves)      | Wolverhampton Wanderers FC | 35 000 000  | 2030.06.30.       |
| 22                     | Vítor Reis          | BRA               | São Paulo      | 2006. január 12. (19 éves)     | SE Palmeiras               | 30 000 000  | 2029.06.30.       |
| 24                     | Joško Gvardiol      | horvát            | Zágráb         | 2002. január 23. (23 éves)     | RB Leipzig                 | 75 000 000  | 2028.06.30.       |
| 45                     | Abduqodir Xusanov   | Üzbegisztán       | Taskent        | 2004. február 29. (21 éves)    | RC Lens1                   | 35 000 000  | 2029.06.30.       |
| 82                     | Rico Lewis          | angol             | Bury           | 2004. november 21. (20 éves)   | Utánpótlásból került fel   | 40 000 000  | 2028.06.30.       |
| 97                     | Josh Wilson-Esbrand | angol · jamaica   | London         | 2002. december 26. (22 éves)   | Cardiff City FC            | 4 000 000   | 2027.06.30.       |
|                        | Issa Kaboré         | BFA               | Bobo-Dioulasso | 2001. május 12. (24 éves)      | SL Benfica                 | 4 000 000   | Nem publikus      |
| Középpályások          |                     |                   |                |                                |                            |             |                   |
| 4                      | Tijjani Reijnders   | holland           | Zwolle         | 1998. július 29. (27 éves)     | AC Milan                   | 60 000 000  | 2030.06.30.       |
| 8                      | Mateo Kovačić       | horvát            | Linz           | 1994. május 6. (31 éves)       | Chelsea FC                 | 28 000 000  | 2027.06.30.       |
| 16                     | Rodri               | spanyol           | Madrid         | 1996. június 22. (29 éves)     | Atlético de Madrid         | 110 000 000 | 2027.06.30.       |
| 19                     | İlkay Gundoğan      | német             | Gelsenkirchen  | 1990. október 24. (34 éves)    | FC Barcelona               | 5 000 000   | 2026.06.30.       |
| 20                     | Bernardo Silva      | portugál          | Lisszabon      | 1994. augusztus 10. (30 éves)  | AS Monaco FC               | 38 000 000  | 2026.06.30.       |
| 27                     | Matheus Nunes       | portugál · brazil | Rio de Janeiro | 1998. augusztus 27. (26 éves)  | Wolverhampton Wanderers FC | 35 000 000  | 2028.06.30.       |
| 29                     | Rayan Cherki        | francia · ALG     | Lyon           | 2003. augusztus 17. (21 éves)  | Olympique Lyonnais         | 45 000 000  | 2030.06.30.       |
| 30                     | Claudio Echeverri   | argentin          | Resistencia    | 2006. január 2. (19 éves)      | CA River Plate             | 18 000 000  | 2028.06.30.       |
| 75                     | Nico O'Reilly       | angol · JAM       | Manchester     | 2005. március 21. (20 éves)    | Utánpótlásból került fel   | 18 000 000  | 2028.06.30.       |
| 87                     | James McAtee        | angol             | Salford        | 2002. október 18. (22 éves)    | Utánpótlásból került fel   | 14 000 000  | 2026.06.30.       |
|                        | Sverra Nypan        | NOR               | Trondheim      | 2006. december 19. (18 éves)   | Rosenborg FK               | 15 000 000  | 2030.06.30.       |
|                        | Kalvin Phillips     | angol · JAM       | Leeds          | 1995. december 2. (29 éves)    | Ipswich Town FC            | 18 000 000  | 2028.06.30.       |
| Támadók                |                     |                   |                |                                |                            |             |                   |
| 7                      | Omar Marmús         | EGY · kanadai     | Kairó          | 1999. február 7. (26 éves)     | Eintracht Frankfurt        | 75 000 000  | 2029.06.30.       |
| 9                      | Erling Haaland      | norvég            | Leeds          | 2000. július 21. (25 éves)     | Borussia Dortmund          | 180 000 000 | 2034.06.30.       |
| 10                     | Jack Grealish       | angol · IRE       | Birmingham     | 1995. szeptember 10. (29 éves) | Aston Villa FC             | 28 000 000  | 2027.06.30.       |
| 11                     | Jérémy Doku         | belga · Ghána     | Borgerhout     | 2002. május 27. (23 éves)      | Stade Rennais FC           | 50 000 000  | 2028.06.30.       |
| 26                     | Savinho             | brazil            | São Mateus     | 2004. április 10. (21 éves)    | Girona FC                  | 50 000 000  | 2029.06.30.       |
| 47                     | Phil Foden          | angol             | Stockport      | 2000. május 28. (25 éves)      | Utánpótlásból került fel   | 100 000 000 | 2027.06.30.       |
| 52                     | Oscar Bobb          | norvég · Gambia   | Oslo           | 2003. július 12. (22 éves)     | Utánpótlásból került fel   | 25 000 000  | 2029.06.30.       |
| Kölcsönadott játékosok |                     |                   |                |                                |                            |             |                   |
| Név                    | Poszt               | Nemzetiség        | Születési hely | Születési idő (kor)            | Kölcsönben itt             | Érték (€)   | Kölcsön lejárta   |
| Finley Burns           | védő                | angol             | London         | 2003. június 17. (22 éves)     | Reading FC                 | 900 000     | 2026.06.30.       |
| Juma Bah               | védő                | SLE               | Freetown       | 2003. június 17. (22 éves)     | OGC Nice                   | 6 000 000   | 2026.06.30.       |
| Divin Mubama           | támadó              | angol · COD       | London         | 2004. október 25. (20 éves)    | Stoke City FC              | 4 000 000   | 2026.06.30.       |

A 23-as mezt már soha nem fogják kiosztani senkinek. A klub vezetőinek határozata szerint Marc-Vivien Foé emlékének tartják fenn.

## Híres korábbi játékosok
Az első szereplés zárójelben.
- 1920 előtt: Billy Meredith (1894).
- 1920-as évek: Sam Cowan (1924), Eric Brook (1928), Matt Busby (1929).
- 1930-as évek: Frank Swift (1933), Peter Doherty (1936).
- 1940-es évek: Roy Clarke (1946), Bert Trautmann (1949).
- 1950-es évek: Roy Paul (1950), Don Revie (1951), Joe Hayes (1953), Alan Oakes (1958).
- 1960-as évek: Denis Law (1960), Neil Young (1961) Mike Doyle (1964), Mike Summerbee (1965), Colin Bell (1966), Tony Book (1966), Francis Lee (1967), Joe Corrigan (1967).
- 1970-es évek: Dennis Tueart (1974), Dave Watson (1975).
- 1980-as évek: Trevor Francis (1981), Paul Lake (1987), David White (1987)
- 1990-es évek: Niall Quinn (1990), Uwe Rösler (1994), Georgiou Kinkladze (1995), Paul Dickov (1996), Shaun Goater (1998), Shaun Wright-Phillips (1999).
- 2000-es évek: Ali Benarbia (2001), Marc-Vivien Foé (2002), Nicolas Anelka (2002).

## Menedzserek
| Évek      | Név                 | Nemzetiség    |
| --------- | ------------------- | ------------- |
| 1880–1882 | Frederick Hopkinson | Anglia        |
| 1884–1887 | Edward Kitchen      | Anglia        |
| 1887–1889 | Walter Chew         | Anglia        |
| 1889–1893 | Lawrence Furniss    | Anglia        |
| 1893–1895 | Joshua Parlby       | Anglia        |
| 1895–1902 | Sam Omerod          | Anglia        |
| 1902–1906 | Tom Maley           | Skócia        |
| 1906–1912 | Harry Newbould      | Anglia        |
| 1912–1924 | Ernest Mangnall     | Anglia        |
| 1924–1925 | David Ashworth      | Anglia        |
| 1926–1932 | Peter Hodge         | Skócia        |
| 1932–1946 | Wilf Wild           | Anglia        |
| 1946–1947 | Sam Cowan           | Anglia        |
| 1947–1950 | Jock Thomson        | Skócia        |
| 1950–1963 | Les McDowall        | Skócia        |
| 1963–1965 | George Poyser       | Anglia        |
| 1965–1971 | Joe Mercer          | Anglia        |
| 1971–1973 | Malcolm Allison     | Anglia        |
| 1973      | Johnny Hart         | Anglia        |
| 1973–1974 | Ron Saunders        | Anglia        |
| 1974–1979 | Tony Book           | Anglia        |
| 1979–1980 | Malcolm Allison     | Anglia        |
| 1980–1983 | John Bond           | Anglia        |
| 1983      | John Benson         | Skócia        |
| 1983–1986 | Billy McNeill       | Skócia        |
| 1986–1987 | Jimmy Frizzell      | Skócia        |
| 1987–1989 | Mel Machin          | Anglia        |
| 1989–1990 | Howard Kendall      | Anglia        |
| 1990–1993 | Peter Reid          | Anglia        |
| 1993–1995 | Brian Horton        | Anglia        |
| 1995–1996 | Alan Ball           | Anglia        |
| 1996      | Steve Coppell       | Anglia        |
| 1996–1998 | Frank Clark         | Anglia        |
| 1998–2001 | Joe Royle           | Anglia        |
| 2001–2005 | Kevin Keegan        | Anglia        |
| 2005–2007 | Stuart Pearce       | Anglia        |
| 2007–2008 | Sven-Göran Eriksson | Svédország    |
| 2008–2009 | Mark Hughes         | Wales         |
| 2009–2013 | Roberto Mancini     | Olaszország   |
| 2013–2016 | Manuel Pellegrini   | Chile         |
| 2016–     | Josep Guardiola     | Spanyolország |

## Sikerlista
- Angol első osztály (First Division (1889-1992)/Premier League (1993-tól)

Bajnok (10): 1936–37, 1967–68, 2011–12, 2013–14, 2017–18, 2018–19, 2020–21, 2021–22, 2022–23, 2023–24
- FA-kupa (The FA Cup)

Győztes (7): 1903–04, 1933–34, 1955–56, 1968–69, 2010–11, 2018–19, 2022–23
- Bővebben:
  -  1904 – a Bolton ellen 1-0-ra győzött.
  -  1934 – a Portsmouth ellen 2-1-re győzött.
  -  1956 – a Birmingham City ellen 3-1-re győzött.
  -  1969 – a Leicester City ellen 1-0-ra győzött.
  -  2011 – a Stoke City ellen 1-0-ra győzött.
  -  2019 – a Watford ellen 6-0-ra győzött.
  -  2023 – a Manchester United FC ellen 2-1-re győzött.
- 6-szoros ezüstérmes: 1926, 1933, 1955, 1981, 2013, 2024
  -  1926 – a Bolton ellen vesztett 1-0-ra.
  -  1933 – az Everton ellen vesztett 3-0-ra.
  -  1955 – a Newcastle ellen vesztett 3-1-re.
  -  1981 – a Tottenham ellen 1-1, az újrajátszásban 3-2-re vesztett.
  -  2013 – a Wigan ellen vesztett 1-0-ra.
  - 2024 – a Manchester United ellen vesztett 1-2-re.
- Ligakupa (League Cup)

Győztes (8): 1969–70, 1975–76, 2013–14, 2015-16, 2017-18, 2018-19, 2019-20, 2020-21
- Bővebben:
  -  1970 – a West Bromwich ellen 2-1-re győzött.
  -  1976 – a Newcastle ellen 2-1-re győzött.
  -  2014 – a Sunderland ellen 3-1-re győzött.
  -  2016 – a Liverpool FC ellen hosszabbítás után 3-1-re győzött.
  -  2018 – az Arsenal FC ellen 3-0-ra győzött.
  -  2019 – a Chelsea FC ellen hosszabbítás után tizenegyesekkel győzött.
  -  2020 – az Aston Villa ellen 2-1-re győzött.
  -  2021 – a Tottenham Hotspur ellen 1-0-ra győzött.
- 1-szeres ezüstérmes: 1974
  -  1974 – a Wolverhampton ellen vesztett 2-1-re.
- Szuperkupa (Charity Shield/Community Shield)

Győztes (7): 1937, 1968, 1972, 2012, 2018, 2019, 2024
- Bővebben:
  -  1937 – a Sunderland ellen 2–0-ra győzött.
  -  1968 – a West Bromwich ellen 6–1-re győzött.
  -  1972 – az Aston Villa ellen 1–0-ra győzött.
  -  2012 – a Chelsea ellen 3–2-re győzött.
  -  2018 – a Chelsea ellen 2–0-ra győzött.
  -  2019 – a Liverpool ellen 1–1 után tizenegyesekkel győzött.
  -  2024 – a Manchester United ellen 1–1 után tizenegyesekkel győzött.
- 6-szoros ezüstérmes: 1934, 1956, 1969, 1973, 2011, 2014
  -  1934 – az Arsenal ellen vesztett 4–0-ra.
  -  1956 – az Manchester United ellen vesztett 1–0-ra.
  -  1969 – az Leeds United ellen vesztett 2–1-re.
  -  1973 – az Burnley ellen vesztett 1-0–ra.
  -  2011 – az Manchester United ellen vesztett 3–2-re.
  -  2014 – az Arsenal ellen vesztett 3–0-ra.

## Nemzetközi szereplés
- UEFA-bajnokok ligája
  - Győztes (1): 2023
  - Döntős (1): 2021
- Kupagyőztesek Európa-kupája
  - Győztes (1): 1970
- UEFA-szuperkupa
  - Győztes (1): 2023
- FIFA-klubvilágbajnokság
  - Győztes (1): 2023